# Томатное пюре
Томатное пюре (томат-пюре; итал. passata) — пюре из протёртых помидоров с содержанием сухих веществ от 8 до 12 %. При большей концентрации продукт именуется томатной пастой. В домашних условиях для измельчения плодов можно использовать мясорубку. После измельчения томаты уваривают в 2 или 2,5 раза, энергично помешивая. Некоторые современные аппараты для приготовления пюре перед протиранием удаляют у помидоров кожицу. В Евросоюзе под итальянским названием «пассата» продают томатное пюре, как правило, процеженное таким образом, чтобы удалить семена и мелкие комочки.
Для приготовления томатного пюре можно использовать пресс-пюре.